# Бартрамія
Бартрамія (Bartramia longicauda) — вид сивкоподібних птахів родини баранцевих (Scolopacidae).

## Назва
Птах названий на честь американського натураліста Вільяма Бартрама (1739—1823).

## Поширення
Птах розмножується на Алясці, в Канаді та на півночі США. Зимує у північно-східній частині Аргентини, Уругваї та південній Бразилії. Віддає перевагу відкритій місцевості з високою травою.

## Опис
Птах заввишки близько 28-32 см з розмахом крил 50-55 см. Маса тіла 98–226 г. Маленька голова, великі очі, тонка шия. Хвіст довгий, виходить за межі складених крил. Ноги довгі і жовті, дзьоб прямий, жовтий. Голова і шия вкриті коричневими смугами. Спина темно-коричнева з плямами, а черево біле.

## Спосіб життя
Активний вдень і в сутінках. Птах дуже швидко бігає на короткі відстані, потім раптово зупиняється і починає дзьобати. Їжа складається переважно з комах. Велику роль у цьому відіграють коники, цвіркуни та довгоносики, а також різноманітні личинки жуків. Він також їсть павуків, равликів і дощових черв'яків. Більшість здобичі збирається на поверхні.
Гніздо — поглиблення в землі, вистелене сухим рослинним матеріалом. Зазвичай кладка складається з чотирьох яєць. Вони мають шкірку від кремового до рожево-бежевого. Інкубаційний період становить 24 дні, обидва батьки піклуються про потомство. Молодняк за 32-34 дні стає самостійним.